# Kristofer Michael Helgen
Kristofer Michael Helgen (ur. 14 marca 1980 we Fridley) – amerykański przyrodnik i mastolog.

## Życiorys
Jest absolwentem biologii na Uniwersytecie Harvarda. Studia ukończył w 2001. Podczas nauki dokładnie badał zbiory teriologiczne Harvardu oraz ważnych muzeów. Podróżował do Ameryki Południowej i do Australii w celach badawczych, studiując biologię ssaków. Wśród jego profesorów byli Donald Griffin, Timothy Flannery i Don E. Wilson.
W 2001 wyjechał do Adelaide w Australii, gdzie kontynuował swe badania nad systematyką i biogeografią ssaków Melanezji. Podczas lat spędzonych w Australii brał udział w wyprawach badawczych na Borneo, Timor, Vanuatu oraz na Nową Gwineę. Zapoznał się z materiałem badawczym muzeów 30 różnych krajów. Helgen obronił doktorat i w 2006 ożenił się z Lauren Elizabeth Johnston. Po powrocie do Stanów Zjednoczonych zoolog związał się z Muzeum Historii Naturalnej w Waszyngtonie. W 2008 został kuratorem zbioru ssaków. Zajmuje się systematyką, biogeografią, ekomorfologią oraz ekologią ssaków. Udokumentował około 100 nowych albo mało znanych gatunków ssaków. Zoolog jest członkiem Amerykańskiego Towarzystwa Teriologicznego. Współpracuje z George Mason University, The Bishop Museum oraz National Geographic Society. Wraz z żoną mieszka w Arlington w stanie Wirginia.

## Wkład w systematykę ssaków
Helgen przyczynił się do poznania lub nawet odkrył następujące rodzaje i gatunki ssaków:
- Melomys paveli (gatunek gryzonia, 2003)
- Mirimiri (rodzaj nietoperzy, 2005)
- Hydromys ziegleri (gatunek gryzonia, 2005)
- Pteralopex flanneryi (gatunek nietoperza, 2005)
- Pseudohydromys germani (gatunek gryzonia, 2005)
- Dyacopterus rickarti (gatunek nietoperza, 2007)
- Leptomys arfakensis (gatunek gryzonia, 2008)
- Leptomys paulus (gatunek gryzonia, 2008)
- Mirzamys (rodzaj gryzoni z rodziny myszowatych, 2009)
- Mirzamys louiseae (gatunek gryzonia, 2009)
- Mirzamys norahae (gatunek gryzonia, 2009)
- Pteropus coxi (gatunek nietoperza, 2009)
- Pteropus allenorum (gatunek nietoperza, 2009)
- Pseudohydromys berniceae (gatunek gryzonia, 2009)
- Pseudohydromys carlae (gatunek gryzonia, 2009)
- Pseudohydromys eleanorae (gatunek gryzonia, 2009)
- Pseudohydromys patriciae (gatunek gryzonia, 2009)
- Pseudohydromys pumehanae (gatunek gryzonia, 2009)
- Pseudohydromys sandrae (gatunek gryzonia, 2009)
- Microhydromys argenteus (gatunek gryzonia, 2010)
- Niumbaha (rodzaj nietoperzy z rodziny mroczkowatych, 2013)
- Bassaricyon neblina (gatunek ssaka drapieżnego z rodziny szopowatych, 2013)